# 櫻內幸雄
櫻內幸雄（1880年8月14日—1947年10月9日），日本企業家、政治家，眾議院議員。曾經擔任商工大臣、農林大臣、大藏大臣。
櫻內幸雄是前中國電力會長櫻內乾雄、前衆議院議長櫻內義雄之父。前首相福田康夫之妻福田貴代子為其孫女。